# Aranha-de-prata
Argiope argentata, comumente conhecida como aranha-de-prata (devido à cor prateada de seu cefalotórax) ou aranha-dos-jardins, é um membro da família Araneidae. Esta espécie reside em ambientes áridos e quentes na América do Sul, América Central, Estados Unidos e Caribe. 
A aranha-de-prata cria stabilimentum e um zigue-zague único em sua teia, e utiliza sua seda refletora de UV para atrair espécies polinizadoras para a presa. Como outras espécies Argiope, seu veneno não é prejudicial aos humanos; entretanto, pode ser empregado para imobilizar sua presa. A. argentata se envolve em canibalismo sexual no meio ou após a cópula. Um aspecto de particular interesse em relação a esta espécie são os seus padrões de extinção, que notavelmente têm correlação mínima com o tamanho da população, mas que ocorrem esporadicamente para a espécie.

## Descrição

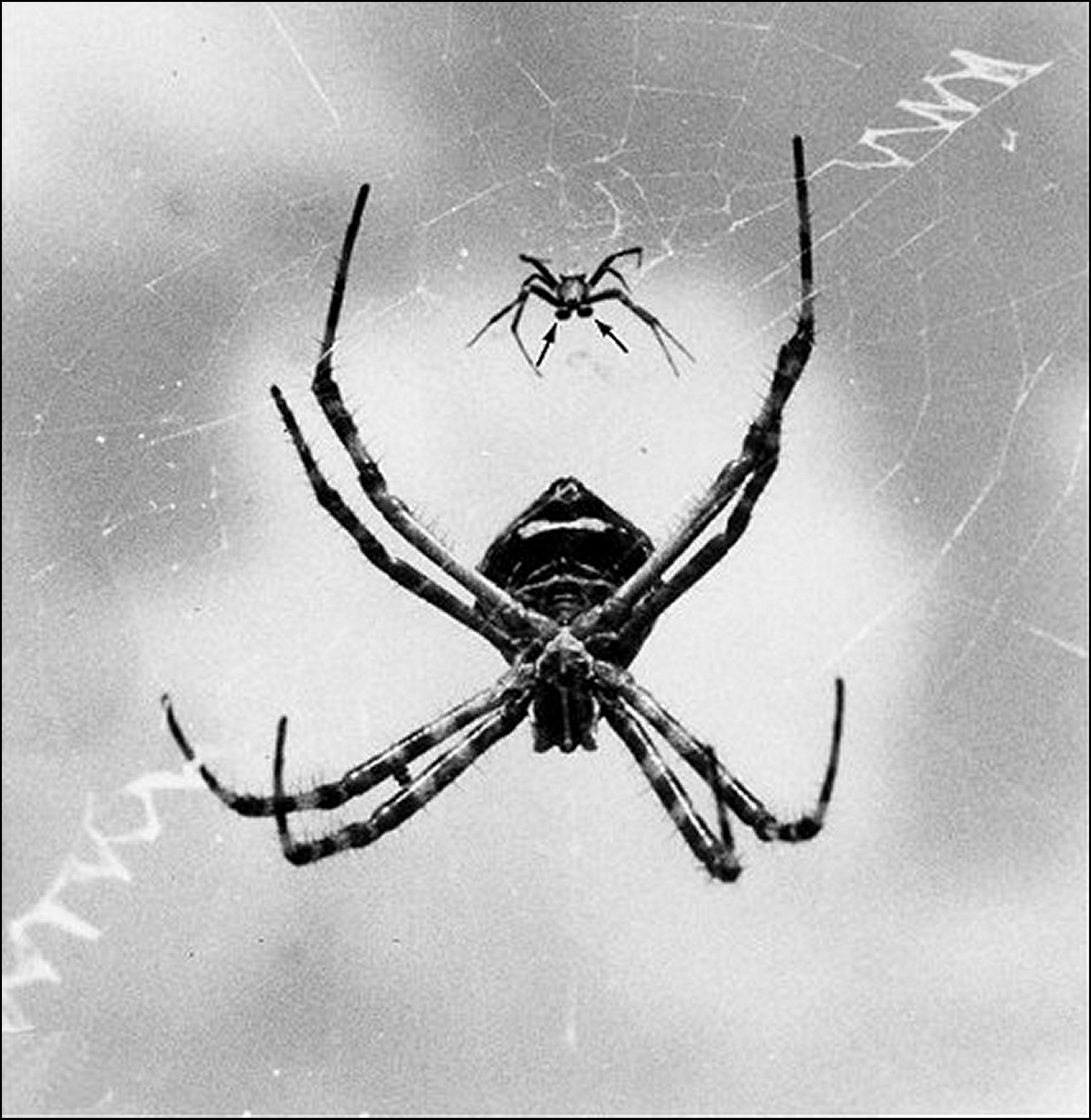
Aranha-de-prata macho (cima) e fêmea

Argiope argentata pertence ao gênero Argiope. Em média, as fêmeas têm 12 milímetros de comprimento, muito maiores do que os machos, que têm 4 milímetros de comprimento. Esta espécie apresenta, portanto, um notável dimorfismo sexual em relação ao tamanho, como acontece com todos Argiope. A luz ultravioleta (UV) reflete na superfície superior dos seus corpos. Essa refletância UV pode servir ao mesmo propósito que a seda UV usada para tecer suas teias: atrair presas polinizadoras imitando as características das flores.
A espécie é grande e apresenta um padrão na região dorsal que consiste principalmente em prata, laranja e em alguns casos amarelo. O cefalotórax é de cor muito clara enquanto que a metade posterior do abdómen é de cor escura com manchas brancas. Esta espécie apresenta, portanto, dimorfismo sexual, onde o macho é parecido com um anão em comparação com a fêmea. A. argentata tem dois pares de olhos: um conjunto primário e um secundário.

## Habitat e distribuição
Argiope argentata reside em prados, jardins e áreas florestadas. Montam as suas teias em arbustos e vegetação próxima do solo. As teias criadas por esta aranha são uma característica distintiva da espécie. Geralmente, as aranhas mais pequenas constroem as suas teias mais perto do solo, e a aranha pode reposicionar a sua teia se não forem capturadas presas suficientes na primeira posição.
Distribui-se desde a América do Norte, do Sul da Flórida e Califórnia até o Norte do Chile, Argentina e Brasil, ocorrendo desde áreas de altitude elevada até o nível do mar. Argiope argentata pode ser encontrada nas pradarias dessas regiões tropicais e subtropicais das Américas e em Trinidad e Tobago. Também podem ser encontradas em pequenas ilhas nas Bahamas. Esta aranha não é tipicamente encontrada na Europa, ou em locais com estações do ano que envolvam temperaturas mais baixas. Esta aranha é relativamente abundante nas suas áreas específicas e pode muitas vezes ser encontrada com pouco esforço.

## Caça e dieta

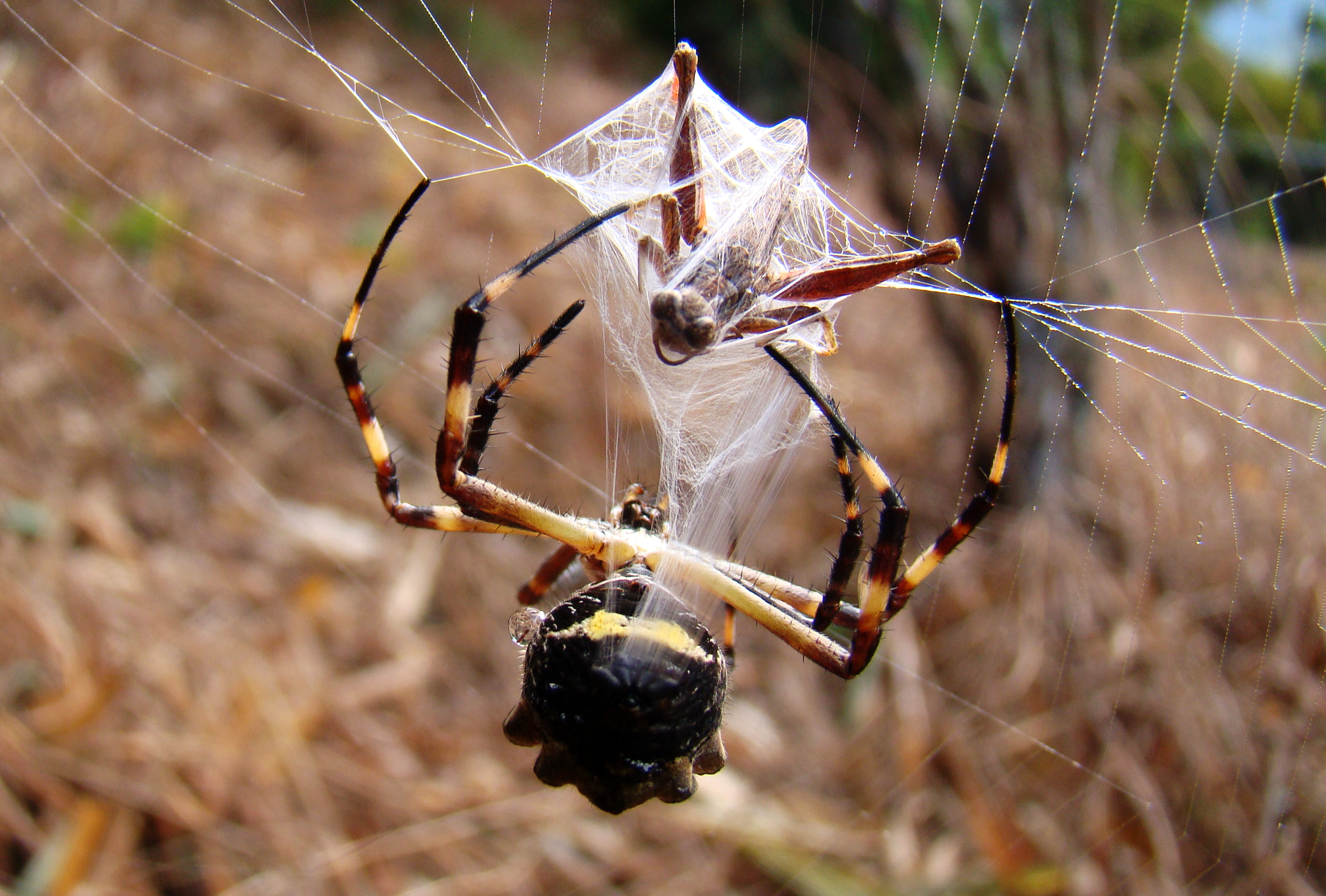
Argiope argentata com uma presa

### Caça
A aranha-de-prata segue uma sequência distinta de etapas ao capturar, matar e, por fim, comer sua presa. O primeiro passo é a localização da presa, para a qual os receptores de vibração da aranha são essenciais. A segunda etapa é a imobilização da presa que envolve duas etapas: embrulhar e morder. A segunda etapa consiste em uma mordida longa ou curta, dependendo do tipo de presa. A terceira etapa é o transporte, que consiste em carregar a presa de volta ao local onde a aranha teve o alarme de sua presença. Na quarta e última etapa antes da alimentação, a aranha manipula a orientação da presa para que fique no posicionamento adequado para o consumo da aranha.
O comprimento determinante da mordida é uma componente importante da imobilização das presas. É determinado pela aranha ao tocar momentaneamente na presa antes de morder. Este contato permite à aranha determinar de alguma forma o que é a presa e o que sua imobilização acarretará.

### Mordendo a presa
A Argiope argentata exibe duas formas diferentes de morder suas presas, que são diferenciadas pela duração da mordida: a mordida curta e a mordida longa. Para lepidópteros, ou seja, mariposas e borboletas, a aranha executa uma mordida longa, em contraste com a mordida curta dada a outros insetos. Outra justaposição entre esses dois métodos de predação, é que a mordida longa é executada antes que a presa seja enrolada em seda, enquanto a mordida curta é executada depois. Uma hipótese para a diferença na duração da mordida é que a mordida longa utiliza o veneno da aranha para imobilizar a presa, enquanto a mordida curta é desnecessária porque a presa já foi imobilizada pelo envoltório de seda.
Uma vez que a mordida curta é dada depois que a presa foi imobilizada por outras táticas, foi proposta uma hipótese separada para a sua finalidade. Para começar, é provável que o conteúdo venenoso dessa mordida seja quase nulo. Como a presa já está imobilizada e morta, o veneno não é necessário e seria um desperdício do recursos predatórios da A. argentata. Em vez disso, esta mordida curta pode servir como um "provador de sabor" para a aranha. Este "provador" supostamente dá à A. argentata informações suficientes sobre a presa que capturou para determinar se é ou não consumível.

### Dieta
A aranha-de-prata come borboletas e mariposas, que exigem uma longa mordida no primeiro encontro. Isso é contrário a outros insetos que são imediatamente embrulhados em seda.
A espécie incorpora sedas que refletem raios ultravioleta em seu estilo de teia, que servem de atração para suas presas. É teorizado que estes padrões são usados para atrair especificamente as presas que se dedicam à polinização. As flores incorporam padrões refletores de UV para assegurar a sua polinização por insetos. Como as teias da A. argentata demonstraram capturar espécies polinizadoras, como arapuás, uma espécie de abelha, é lógico que sua seda refletora de raios ultravioleta sirva para o mesmo propósito obtido pelos padrões refletivos de ultravioleta de uma flor.

## Teias e seda

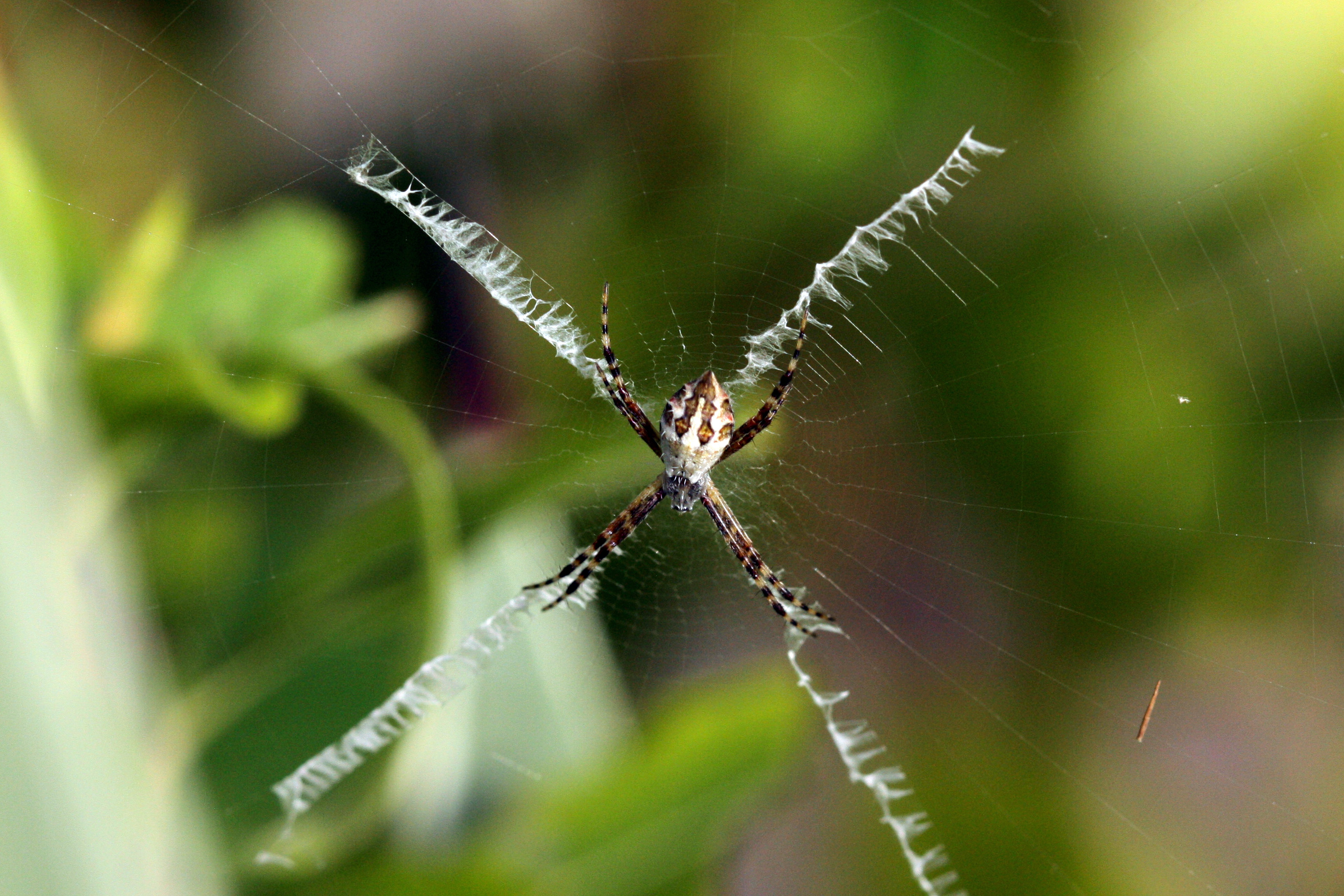
Aranha-de-prata com stabilimentum em formato X

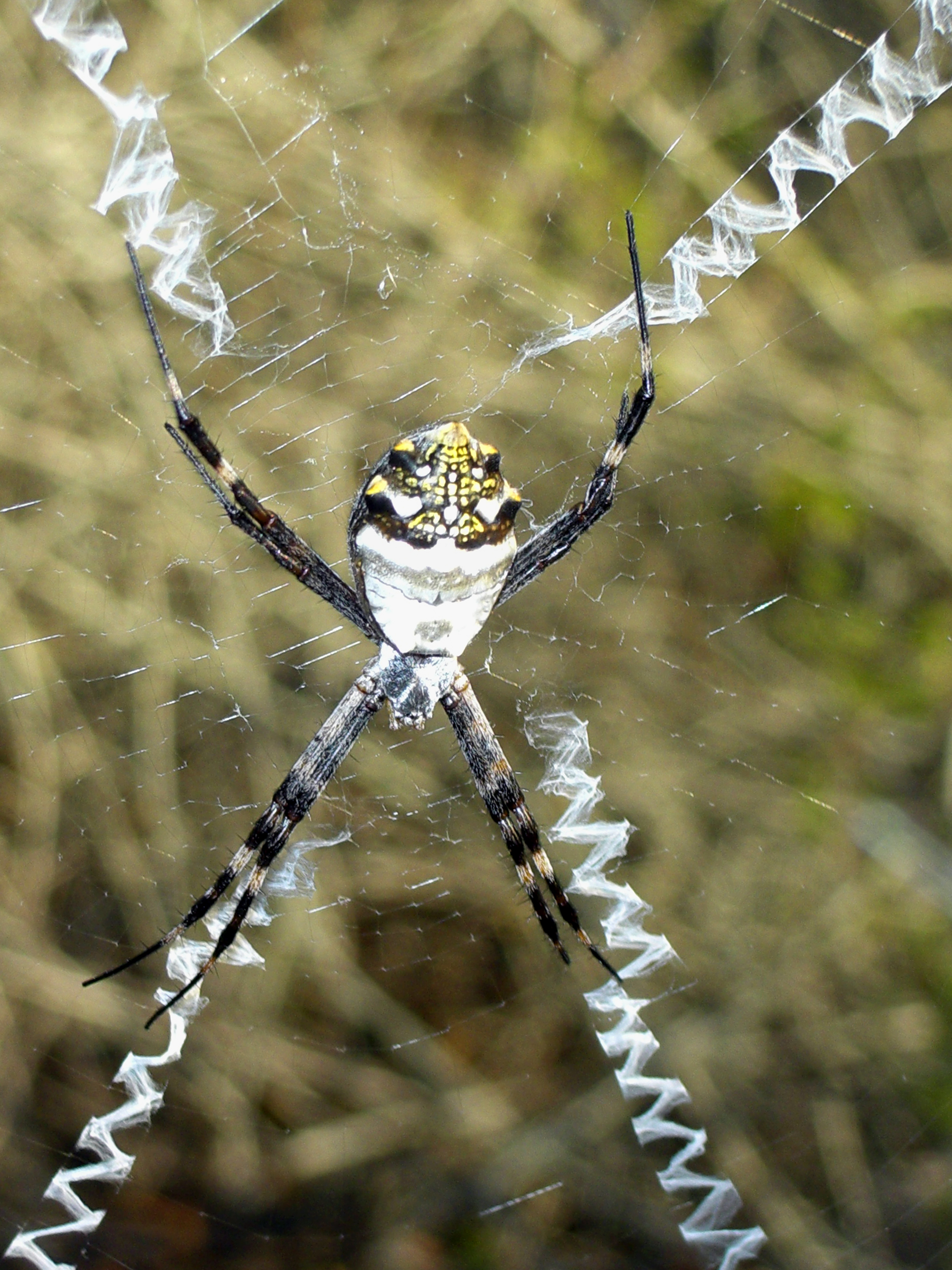
Stabilimetum em zigue-zague

### Teias
Como outros membros do Argiope, aranhas-de-prata frequentemente giram stabilimentum em suas teias. Estes assumem frequentemente a forma de linhas em zigue-zague, e frequentemente há quatro delas formando uma forma "X" sem centro perto do centro da teia; a aranha então repousa bem no meio, com quatro pares de pernas cada uma juntas e espalhadas em uma forma de "X" mais ou menos alinhada com o stabilimentum "X".

### Decorações
Existem várias hipóteses sobre o raciocínio por trás da decoração de teia da A. argentata. As evidências mostram que, em parte, essa decoração da teia é utilizada para atrair presas. Outras hipóteses centram-se na ideia de que as capacidades reflexivas de UV da teia desviam e impedem que os pássaros colidam com ela. Assim, a A argentata pode economizar os recursos e a energia necessários para reconstruir sua teia. Apesar das hipóteses de que a teia também é usada em parte como uma medida de defesa contra predadores, as evidências mostram que as decorações também podem atraí-los. Isto é apoiado pela análise estatística do grau de decoração da teia em associação com a taxa de sobrevivência. Altos graus de decoração se correlacionam com uma taxa de sobrevivência mais baixa do que graus moderados a mínimos de decoração.

### Sedas
Argiope argentata está na família Araneidae. Como outros Aranidae, A. argentata tem sete sedas distintas, cinco das quais são fibrosas. Essas sedas diferem de várias maneiras, incluindo a glândula de seda da qual são ejetadas, suas propriedades mecânicas e sua composição proteica. Quatro das sedas fibrosas, aciniforme, ampulato maior, ampulato menor e tubuliforme, são consideradas sedas secas, e a seda fibrosa restante, espiral de captura, é considerada seda úmida.

## Reprodução
A aranha Argiope argentata envolve-se em canibalismo sexual, durante ou após a cópula, sem falhar. O ato de canibalismo sexual entre A. argentata foi examinado mais de perto em laboratório com fêmeas virgens. Na primeira tentativa de acasalamento, a aranha fêmea empurra o macho para longe dela, o que resultou em sua morte em mais de dois terços das vezes. Os machos que sobrevivem, corajosamente tentam novamente, desta vez com sucesso, apenas para serem confrontados com canibalismo imediato após a conclusão do ato de inseminação.
Como consequência do canibalismo pós-coito, os machos geralmente têm uma única chance de acasalamento bem-sucedido. Como estratégia evolutiva para garantir a propagação do gene, o macho quebra seu órgão copulador, prendendo-o na fêmea, evitando assim futuras inseminações por rivais.

## Comportamento

### Asseamento
Argiope argentata envolve-se no comportamento de asseamento após a captura das presas. A duração e intensidade desse comportamento de asseamento tem uma conexão específica com o tipo de presa que foi capturada. A aranha asseia deliberadamente a região do tarso em cada uma de suas oito patas, o que se supõe ser devido à capacidade dessas estruturas de responder a mudanças químicas por meio de órgãos quimiossensoriais. Não há evidências de que A. argentata estende esse comportamento de asseamento para o resto de seu corpo.

### Defecação
O ato de defecação ocorre mais frequentemente depois de morder a presa ou de se alimentar dela, e é um processo muito calculado. A aranha-de-prata conscientemente alarga  o espaço entre o seu abdômen e a sua teia antes de defecar, para assegurar que a própria teia não seja suja. O ânus da A. argentata é posicionado longe da teia, de modo a que a própria defecação seja excretada para longe da teia.

### Hidratação
A Argiope argentata recebe seu suprimento de água da superfície da teia. A teia é capaz de capturar e reter gotículas de água para ela para beber. Parece que este é o fornecedor de água para a aranha, independentemente da presença e grau de outras condições ambientais. Por exemplo, a aranha não depende da humidade do ar ou do teor de água da presa.

## Inimigos

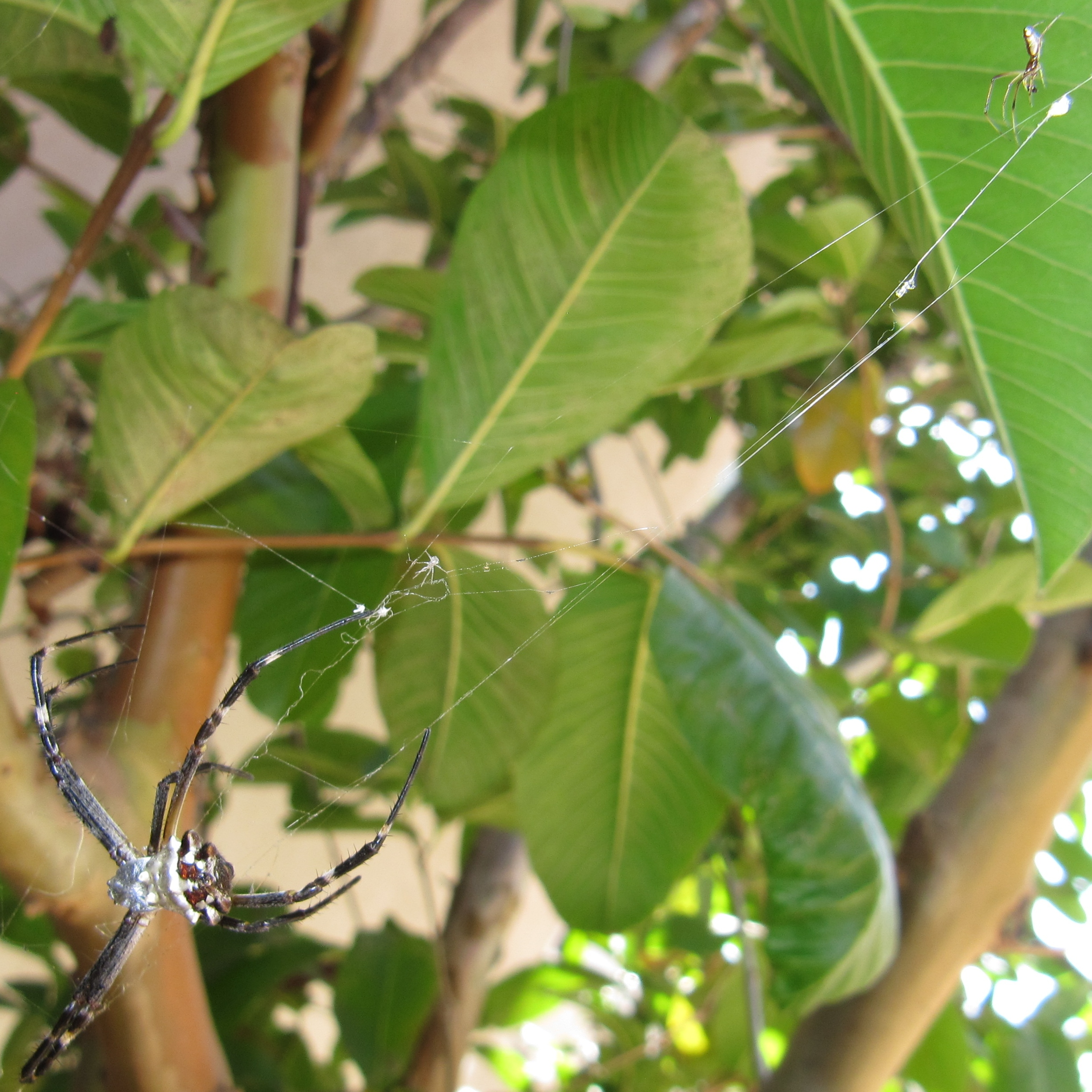
Aranha-de-prata fêmea (canto inferior esquerdo) com uma Argyrodes (canto superior direito, também com abdômen prateado) vivendo em sua teia, no sul da Califórnia

### Predadores
Os lagartos são predadores significativos da aranha-de-prata, como pode ser visto pelo chamado "efeito lagarto". Ou seja, dentro de habitats insulares, há uma correlação negativa entre o número de habitantes de lagartos e o número de A. argentata. Outros predadores incluem vespas e pássaros.

### Parasitas
Como são decoradores de teia e caçadores de presas habilidosos, Argiope argentata é frequentemente alvo de roubo de alimentos por outras espécies. As Argyrodes são pequenas aranhas cleptoparasíticas ou comensais que frequentemente podem ser encontradas nas teias da A. argentata, onde se alimentam de insetos presos pela teia de seu hospedeiro. Devido à visão deficiente dos argíopes de prata, esses invasores geralmente conseguem escapar da detecção e das consequências de sua invasão e roubo.[carece de fontes?]

## Mordidas em humanos
As Argiope argentata são relativamente inofensivas para os seres humanos. Se provocadas completa e intencionalmente, essas aranhas podem morder em legítima defesa. Seu veneno não é tóxico para os humanos e raramente causa qualquer tipo de reação adversa. Na verdade, as picadas da Argiope argentata são relativamente comparáveis a uma picada de abelha — resultando apenas em uma pequena vermelhidão e inchaço ocasional. Apesar de ser relativamente inofensivo para os humanos, as picadas de aranha-de-prata pode ser mortal para animais menores, como insetos e roedores.

## Conservação
Argiope argentata não é atualmente uma espécie em perigo. Essas aranhas são relativamente abundantes em uma variedade de habitats diferentes. Como a Argiope argentata pode ser encontrada em diferentes países, atualmente não há esforços unificados para promover a conservação das espécies ou das terras em que residem. Como tem sido relativamente comum, os esforços de conservação para a maioria dos habitats naturais (incluindo a da Argiope argentata) giram em torno da redução das emissões de gases de efeito estufa, reciclagem e redução da poluição. Esses esforços não irão apenas sustentar os habitats das aranhas, mas também os de inúmeras outras espécies que podem ser prejudicadas pela ação humana. As Argiope argentata são muito importantes para a conservação de certos ambientes. De acordo com informações coletadas no Zoológico de Saint Louis, essas aranhas ajudam a manter o número de insetos e pragas baixo, pois consomem milhares de quilos deles por ano. Isso ajuda a preservar certas safras e plantas sem a necessidade de pesticidas prejudiciais.

## Padrões de extinção
Argiope argentata carece de uma forte relação entre o tamanho da população e as taxas de persistência, o que resulta em sua alta probabilidade de extinção repentina, independentemente do tamanho da população atual. O tempo de desenvolvimento de quatro meses para as aranhas A. argentata pequenas abre a espécie a um risco mais elevado de desvio ou perturbação em seu tamanho populacional normal. Uma hipótese prevista para estes ciclos desenfreados de extinção e regeneração, é que esta constante flutuação no tamanho da população leva a um resultado inevitável que pode chegar a zero.